# Jan IV Szczęśliwy
Jan IV Szczęśliwy lub Odnowiciel (port. João IV o Restaurador (ur. 18 marca 1604, zm. 6 listopada 1656) – pierwszy król Portugalii z rodzimej dynastii Bragança po odzyskaniu niepodległości w 1640. Był wnukiem Katarzyny, księżnej Bragança, która w 1580 próbowała zasiąść na tronie kraju po wygaśnięciu dynastii Avis. Dziadkiem Katarzyny był bowiem król Portugalii Manuel I Szczęśliwy.

## Życiorys
Urodził się w Vila Viçosa i po śmierci swego ojca Teodósio II w 1630 został księciem Bragança. W 1633 ożenił się z Ludwiką de Guzman (1613–1666), najstarszą córką Juana Manuela Péreza de Guzman – hiszpańskiego księcia Medina-Sidonia. W czasie antyhiszpańskiego powstania 1 grudnia 1640 przeciwko Filipowi III Habsburgowi został jednogłośnie jako prawowity dziedzic wyniesiony na tron przez lud portugalski.
Jego intronizacja doprowadziła do wojny z Hiszpanią, która zakończyła się uznaniem portugalskiej niezależności dopiero za rządów jego następcy w 1668. W czasie wojny trzydziestoletniej Portugalia podpisała 2 przymierza z Francją (1 czerwca 1641) i Szwecją (sierpień 1641), ale jej udział ograniczał się do walk z Hiszpanią oraz holenderskimi najazdami w granicach swych kolonii.
Na Półwyspie Iberyjskim hiszpańska inwazja została rozbita pod Montijo w 1644 r. Za granicą Holendrzy zajęli jednak Malakkę w styczniu 1641, a sułtan Omanu zajął Maskat w 1648. Do 1654 większość Brazylii była z powrotem w rękach portugalskich i przestała być holenderską kolonią. W 1656 Holendrzy zajęli jednak Kolombo wraz z całym Cejlonem (dzisiejsza Sri Lanka).
Jan był mecenasem muzyki i sztuki. Sam także pisał dosyć udane utwory muzyczne. W czasie swych rządów zgromadził jedną z największych na świecie bibliotek, zniszczoną potem w czasie trzęsienia ziemi w 1755.
Król zmarł pozostawiając tron synowi, który panował jako Alfons VI, a jego żona była regentką. Potomstwo Jana IV i Ludwiki:
- infant Teodozjusz Bragança (1634–1653), książę Brazylii i książę Bragança,
- infantka Anna Bragança (1635),
- infantka Joanna Bragança (1636–1653),
- infantka Katarzyna Bragança (1638–1705), żona króla Anglii, Karola II,
- infant Manuel Bragança (1640),
- infant Alfons VI (1643–1683), król Portugalii,
- infant Piotr II (1648–1706), król Portugalii.